# Robert Reich
Robert Bernard Reich, född 24 juni 1946 i Scranton, Pennsylvania, är en amerikansk nationalekonom, jurist, statsvetare och politiker. 

## Utbildning och karriär
Reich har en kandidatexamen (B.A.) i Filosofi, ekonomi och politik (engelska: Philosophy, Politics and Economics) ifrån Dartmouth College, var Rhodes-stipendiat vid Oxford University (University College) där han tog en masterexamen (M.A.), samt en juristexamen från Yale University (Yale Law School). Han undervisade vid Harvard i 12 år, och var därefter USA:s arbetsminister (engelska: Secretary of Labor) i president Bill Clintons kabinett från 1993 till 1997. Han har tidigare varit professor i offentlig förvaltning (engelska: Professor of Public Policy) vid Goldman School of Public Policy samt professor vid Harvard Universitys John F. Kennedy School of Government och är för närvarande professor vid University of California, Berkeley.

## Författarskap
Reich har skrivit flera böcker inom nationalekonomi, politisk ekonomi och arbetsmarknadsekonomi. En av hans uppmärksammade böcker är Arbetets marknad inför 2000-talet från 1991 (engelska: The Work of Nations - Preparing Ourselves for 21st Century Capitalism) där han introducerade beteckningen symbolanalytiker för en kategori av kunskapsintensiva yrken.